# 123860 Davederrick
123860 Davederrick è un asteroide della fascia principale. Scoperto nel 2001, presenta un'orbita caratterizzata da un semiasse maggiore pari a 3,0507021 UA e da un'eccentricità di 0,0946790, inclinata di 9,75216° rispetto all'eclittica.
L'asteroide è dedicato all'astrofilo statunitense David Derrick.